# زیلموکماخی
زیلموکماخی (به لاتین: Zilmukmakhi) یک منطقهٔ مسکونی در روسیه است که در شهرستان آگولسکی واقع شده‌است.